# Лемаич, Дарко
Дарко Лемаич (серб. Darko Lemajić; 20 августа 1993, Белград, СР Югославия) — сербский футболист, нападающий клуба РФС.

## Биография
Воспитанник клуба «Инджия». За основной состав команды дебютировал 6 июня 2010 года, выйдя на замену в матче Первой лиги Сербии. По итогам сезона «Инджия» вышла в высшую лигу. В сезоне 2010/11 Лемаич сыграл 4 матча в высшем дивизионе, но его команда заняла 15 место и вернулась в Первую лигу. В январе 2015 года игрок подписал контракт с клубом высшей лиги «Напредак», но по итогам сезона клуб занял лишь 14 место и вылетел в результате стыковых матчей. По ходу сезона 2015/16 Лемаич на правах аренды вернулся в «Инджию», где провёл полгода. Летом 2016 он был отдан в повторную аренду, а по её окончании был выкуплен клубом. Летом 2017 года перешёл в латвийский клуб «Рига». В 2018 году стал чемпионом и лучшим бомбардиром чемпионата Латвии.

## Достижения
«Рига»
- Чемпион Латвии: 2018
- Обладатель Кубка Латвии: 2018

### Личные
- Лучший бомбардир чемпионата Латвии (2): 2018 (15 голов), 2019 (15 голов)